# Клубничный
Клубничный — посёлок в Убинском районе Новосибирской области. Входит в состав Колмаковского сельсовета.

## География
Площадь посёлка — 31 гектаров.

## История
В 1976 г. Указом Президиума ВС РСФСР посёлок фермы №5 совхоза «Убинский» переименован в Клубничный.

## Население
| 2002 | 2007 | 2010 |
| ---- | ---- | ---- |
| 101  | ↗110 | ↘87  |

## Инфраструктура
В посёлке по данным на 2007 год функционируют 1 учреждение здравоохранения и 1 учреждение образования.